# تنپیو-شوهو
تنپیو-شوهو (به ژاپنی: 天平勝宝 Tenpyō-shōhō) نام عصر ژاپنی بود. این عصر بعد از تنپیو-کانپو و قبل از تنپیو-هوجی قرار داشت و از اوت ۷۴۹ تا اوت ۷۵۷ به طول انجامید. در طی این عصر امپراتریس کوکن حکمران ژاپن بود.